# Pierre Lebaudy
Pour les autres membres de la famille, voir Famille Lebaudy.
Joseph Marie Pierre Lebaudy, né à Versailles (alors dans le département de Seine-et-Oise) le 6 octobre 1865 et mort accidentellement le 1er août 1929, est un industriel et philanthrope français.

## Biographie

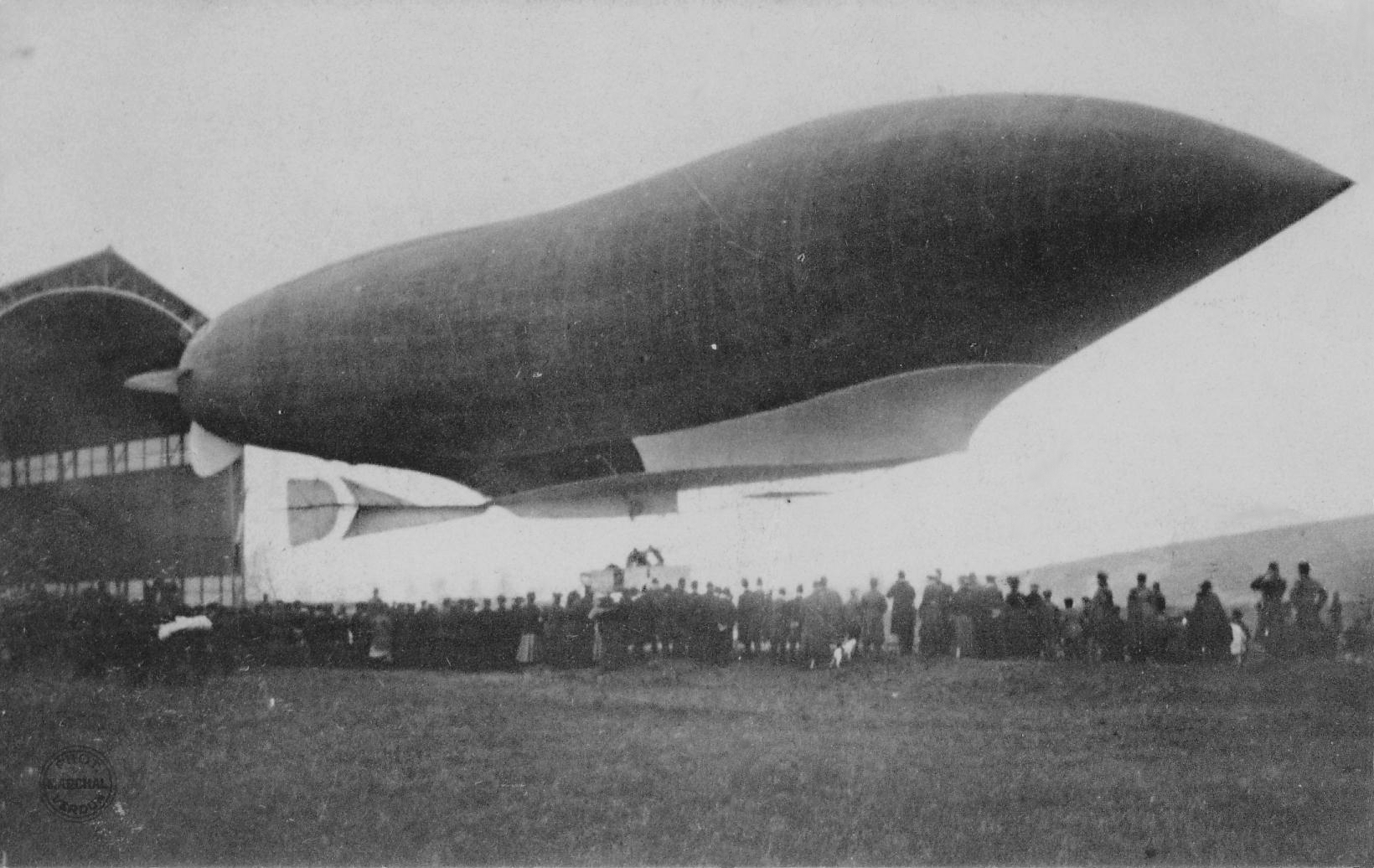
Le dirigeable Patrie construit par les frères Lebaudy en 1906. Il est détruit le 30 novembre 1907.

Benjamin des enfants de Gustave Lebaudy (1827-1889) et d'Adèle Marie Françoise Rolloy (1832-1905), Pierre Lebaudy, né le 6 octobre 1865 à Versailles, épouse en 1891 Marie Marguerite Luzarche d'Azay (1871-1962), sœur de Roger Luzarche d'Azay, d'une famille de maîtres de forges, propriétaire du château d'Azay-le-Ferron. Avec son frère aîné Paul, ils reprennent la direction de la raffinerie et des sucreries familiales. La raffinerie Lebaudy est installée 19, rue de Flandre dans le XIXe arrondissement de Paris depuis 1824. Les sucreries Lebaudy sont situées à Roye (Somme) depuis 1901, Us et Magny (Seine-et-Oise). Celle de Roye est détruite pendant la guerre.
Pierre Lebaudy est également administrateur et actionnaire du Journal des débats et est très ami de son directeur, Etienne de Nalèche, qui lui écrit quotidiennement pendant la Première Guerre mondiale.
Pendant la guerre, il s'engage. Il est lieutenant d’infanterie territoriale détaché à l’état-major de la 20e région à l’état-major de la subdivision de Nancy le 28 décembre 1914 puis promu capitaine le 22 janvier 1915. Il est ensuite affecté le 26 mars 1915 à l’état-major de la 154e division d’infanterie puis, après une chute où il s’est démis ou fracturé l’épaule, à l’état-major de la 97e division d’infanterie territoriale (DIT) à partir du 5 août 1915. Il est nommé chevalier de la Légion d'honneur par arrêté du 29 décembre 1916. Il était alors domicilié au siège des établissements Lebaudy Frères, sis n° 19, avenue de Flandre, Paris (19e arrondissement). Il est rayé des cadres par décret du 14 mars 1921.
Pionnier de l'aérostation, il fait construire avec son frère Paul Lebaudy, à partir de 1902 une série de dirigeables semi-rigides, dont l'un effectue la première traversée de la Manche (1910). Entre 1902 et 1911, ce sont le Jaune, puis le Jaune II, la République et la Patrie qui effectuent de nombreux vols avec un succès mitigé : en 1909, quatre hommes d’équipage sont tués. [réf. souhaitée].
En 1900, il fait l'acquisition de l'ancienne propriété Drouyn de Lhuys à l'angle des n°s 55-57 de la rue François-Ier et 40 de l'avenue George-V. Il décide de faire abattre l'édifice, en mauvais état et qui n'est plus au goût du jour, et fait bâtir sur la parcelle de 960 m² un somptueux hôtel particulier par l'architecte Ernest Sanson. Il y installe des boiseries XVIIIe blanc et or provenant de la chambre de parade de l’hôtel de Luynes du faubourg Saint-Germain. Dans cet hôtel, il met un pied-à-terre à la disposition du cardinal Mathieu (1839-1908), de l'Académie française, appelé à Rome après qu'il a reçu le chapeau de cardinal en 1899.
Pierre Lebaudy et sa femme possèdent une magnifique collection d’œuvres d'art dispersée à l'hôtel Drouot à la mort de Madame Lebaudy, en 1962. Le détail en est connu par les catalogues de vente.
Avec Amicie Lebaudy, il participe au début du siècle à la création du Groupe de maisons ouvrières qui fait construire des habitations à bon marché (HBM), par exemple pour les ouvriers rue de Flandre et rue Euryale-Dehaynin (en face de la rue Tandon), Paris, XIXe, à côté de l’usine de sucre, ou 23, rue de Choiseul à Paris, IIe.
Il accepte de financer la construction de l'église du Sacré-Cœur à Gentilly, bâtie de 1933 à 1936 sur les plans de l'architecte Pierre Paquet. Comme il meurt accidentellement en 1929, son engagement est honoré par sa veuve.
Tous deux sont enterrés dans le mausolée familial du cimetière d’Azay-le-Ferron.